# 出動!ミニスカポリス
『出動!ミニスカポリス』（しゅつどう ミニスカポリス）は、テレビ東京系列局と一部系列外地方局にて放送されたバラエティ番組である。系列キー局のテレビ東京では1996年7月10日から2001年11月9日まで放送された。
この項目では、その後継番組のほか、番組とは別に活動を行った14代目以降のミニスカポリスを含めて記述する。

## 概要
ミニスカートでアメリカン・ポリス風の婦人警官の制服に身を包んだミニスカポリスたちが、「時にはパンチ!時にはキック!タイホしちゃうぞ!」を決めゼリフに、「任務」と呼ばれる様々なゲーム等に挑戦するという主旨で放送されていた。当初は自動車情報の伝達が中心だったが、後にお色気路線を打ち出すようになり、自動車情報番組の要素はなくなっていき、後半にはパチンコ系の情報要素が強くなっている。演出はテリー伊藤が担当、プロデュースは高橋紀成が行った。『トゥナイト2』や『足立区のたけし、世界の北野』同様にセクシー女優が出演することもあった。
ミニスカポリスたちの制服（帽子・上衣・スカート）の色は初代では黒だったが、2代目以降では青になり、履物もサンダル→パンプス→ロングブーツ（夏季のみサンダル）と変化していった。また、6代目からはスカートにスリットも入った。
2001年11月に番組は『新・出動!ミニスカポリス』と改題。一旦はお色気要素を廃し、情報番組路線になったものの、しばらくして元の路線に戻った。その後、2003年9月に地上波（テレビ東京）での放送を終了した。翌10月には同系列局製作番組のBSチャンネルであるBSジャパンへと移り、『出動!ミニスカポリス全国版』と題して放送された。その後は2005年10月からはインターネットテレビのGyaOで『ミニスカポリス7ティ〜ン』と題して放送されていたが、2006年にインターネットテレビの配信も終了。
その後、番組制作会社であった株式会社CIAのホームページもミニスカポリスを前面に打ち出した以前のものとは全く違う物となり、ミニスカポリスの公式サイトも全く更新されないまま放置状態になっている。メンバーの活動も先細り傾向になり、引退したり、消息不明となったメンバーも多い。メンバー各々の個人サイトも閉鎖が相次いでいる。
2009年5月に雑誌等で復活する旨が告知された（後述）。

## ミニスカポリスメンバー(初代～13代目)

### 初代ポリス
1996年7月 - 1996年12月
さとう珠緒、朝比奈まり、福山理子

### 2代目ポリス
1997年1月 - 1997年3月
七森美江、いけだりか、池本まいか、金澤あかね

### 3代目ポリス
1997年4月 - 1997年6月
- 大原かおり、美翔芽里、吉永千夏、宮内知美
- 秘書：七森美江

### 4代目ポリス
1997年7月 - 1998年3月
- 大原かおり、美翔芽里、吉永千夏、高木雅子、田村りおん、中村恵子、本田あやこ、本田つぐみ、松井友香
- 秘書：七森美江

### 5代目ポリス
1998年4月 - 1999年3月
来栖あつこ、沢木涼子、田中真子、藤森みゆき、松井友香

### 6代目ポリス
1999年4月 - 2000年3月
浅倉めぐみ、久留須ゆみ、小泉ナンナ、永井流奈、望月さや

### 7代目ポリス
2000年4月 - 2001年3月
- 小川まるみ、鈴木梨沙、永井流奈、姫嶋菜穂子、富士宮里名、南うらら
- サテライト生：こずえ（千原こずえ）、開晶、水澤はずき

### 8代目ポリス
2001年4月 - 2001年11月
- 本庁：青山知佳、下山友恵、服部真由子、宮前るい、森美優
- 公安部：荏開麻衣子、柘植美奈子、ひだかゆりあ、村松加奈子

### 新ポリス
2001年11月 - 2002年3月
- 星野加奈、福田淳子、佐藤さやか、中尾としえ、松坂紗良、七生奈央、吉野瑠衣、杉山あすか、山浦まみ、川村えり、柘植美奈子、岡村結
- 秘書：青山知佳、松永恵美

### 帰ってきた8代目ポリス
2002年4月 - 2002年12月
下山友恵、服部真由子、宮前るい、柘植美奈子、村松加奈子

### 9代目ポリス
2002年4月 - 2002年12月
- 星野加奈、福田淳子、佐藤さやか、中尾としえ、七生奈央、吉野瑠衣、杉山あすか、山浦まみ
- 秘書：松坂紗良

### 企画広報課
2003年1月 - 2004年3月
星野加奈、宮前るい

### 10代目ポリス
2003年4月 - 2004年3月
- 平山愛子、飯作あゆり、斉藤まや、小林裕美、永浜いりあ
- 特別鑑識班（2003年4月 - 2003年10月）：岡本結花、かとうりえこ、植村真子、小野塚恵
- 生活安全課（SAK）（2003年10月 - 2004年4月）：岡本結花、植村真子、小野塚恵

### 11代目ポリス
2004年4月 - 2004年10月
宮前るい、星野加奈、佐藤さやか、福田淳子

### 12代目ポリス
2004年10月 - 2005年9月
- 第一期候補生（2004年10月 - 2005年3月）：内山彩、林千草、清水由香理、今井叶美、鈴木杏奈(現・住谷杏奈)
- 第二期候補生（2004年11月 - 2005年3月）：大塚はなび、もも子（現・ airly ）、小明、ゴールデン小雪、森下真理
- 第三期候補生（2005年2月 - 2005年3月）：おおきちえ、三宅梢子、高見美香、取池奈々、栗羽美来
- 監査役巡査部長（2005年4月 - 2005年9月）：佐藤さやか
- 12代目ポリス（2005年4月 - 2005年6月）：林千草、栗羽美来、大塚はなび、内山彩、三宅梢子
- ミニスカポリス・セピア（2005年4月 - 2005年6月）：清水由香里、今井叶美、鈴木杏奈(現・住谷杏奈)、取池奈々、おおきちえ
- 新12代目ポリス（2005年7月 - 2005年9月）：大塚はなび、林千草、内山彩、三宅梢子、清水由香理、今井叶美、鈴木杏奈(現・住谷杏奈)

### 13代目ポリス
2005年10月 - 2006年8月
来梨水、可愛きょうこ、松嶋初音、河野りこ、芹澤まこ、平野由希、石嶋香織

## その他の出演者
- 北京ゲンジ（無法松、お宮の松） - 巡査役。解散後は、お宮の松が番組を降板。また、『 -7ティ〜ン』には出演しなかった。
- ルー大柴 - ルー署長として『新・出動!ミニスカポリス』にレギュラー出演。
- 高橋紀成 - 番組プロデューサー。5代目からヌゲヌゲ星人として活躍する。ヌゲヌゲビーム、モザイクビーム、等の技を出す。
- ミニスカギャング - 5代目ポリスのライバルとして登場した。ドッジボール対決、恋愛談義等、互角以上の活躍を見せる。
- ニューハーフの方々 - ドッジボール対決や体力トレーニングに登場
- ルビー・モレノ - 5代目ポリスに指導する役で登場。
- なべやかん - 5代目ポリスにパワーリフティングを指導する役で登場。
- 中山あい - iカップの元グラビアアイドル。巨乳企画で大原かおりのライバルとして準レギュラーの位置を確立していた。
- 草凪純- AV女優。
- さやまえり（旧名:坂田えり）-iカップの元グラビアアイドル。

## 復活!ミニスカポリス(14代目～15代目)
2009年、ミニスカポリスが復活することがある雑誌の記事で明らかになった。高橋プロデューサーの許諾によりカメラマンの山岸伸がプロデュースを手がけた。当面は秋葉原のイベントスペースを中心に活動を行い、行く行くはテレビ放映などへ道筋を付けていくという話であったが、5月14日のGyaOジョッキー『六本木音楽部』に滝ありさと藤井梨花が出演。番組制作では、プロデューサーに平山秀善が起用され、ノーネス㈱の制作著作により8月にテレビ埼玉で地上波での番組が復活し、スカパー!、ノーネスチャンネルでの配信などクロスメディアでの放送配信により通信と放送の融合の事例となった。なお、復活したミニスカポリスにはテリー伊藤は一切関与していない。
2010年1月15日に「ミニスカショー劇場」（のち「ミニスカ応援団部室」に改称）のオープンを発表。神田駅近くに専用劇場を構え、14代目メンバーのうち5人と新メンバー8人を加えた13人が15代目として同年3月上旬から月数回のショーを行い、4月21日には『Midnigth　Candy　Train』でテイチクエンタテインメントよりメジャーデビューするなど、ダンスユニットとして活動してきたが、2012年12月に活動を終了した。

### 14代目ポリス
2009年5月 - 2009年12月
- 滝ありさ
- 藤井梨花
- 川奈栞
- 蜂須賀ゆきこ
- 斉藤まや
- 井上結華
- 芝田翔生子
- 高瀬有紗
- 一ノ瀬優里
- 安藤あいか
- はづき
- 香島アヤ

### 15代目ポリス
2010年1月 - 2012年12月
- さな
- 湯本美咲
- 川上ちなる（現・鞠子千愛）
- 山口菜緒
- 吉川このみ
- 渋沢一葉
- 風間みゆ（現・色紙実優）
- 永瀬はるか
- 奈良聡美
- 滝ありさ（継続）
- 藤井梨花（継続）
- 川奈栞（継続）
- 安藤あいか（継続）
- 高瀬有紗（継続）
- 藍川千佳
- 柴原麻衣
- Rico
- 安島萌
- ちずみ
- 寺岡綾香
- たかさきゆこ
- 幸野ゆりあ
- 高井春菜
- 大田藍（現・設楽あず）
- 愛心
- 高橋莉江
- 本山なみ

## 16代目以降のミニスカポリス
2013年8月に新メンバー（16代目）で再スタートし、2015年5月3日まで活動した。制服がタイトスカートからフレアスカートに、カラーも青から水色になったのが特徴的だった。
2016年7月31日にZepp Tokyoで行われた「第3回TINSアイドルLIVE」への出演で17代目が活動をスタートした。しかしながら、2017年2月に元研究生の橘しおんがギャラの未払いをツイッターで告発したことが騒動となり、その因果関係は不明であるが、同年3月15日に「本日をもちまして17代目ミニスカポリスはパトロール終了となります。」とのコメントが公式ツイッターで発表され、突如活動を終了した。
2017年6月に18代目となる「新生！ミニスカポリス」が活動開始したが同年10月に解散した。しかし同年11月にそれまでメンバーだった倉咲奈央とあおいの2名で「ミニスカポリス」として再始動した。メンバーの入れ替わりを経て2022年12月31日まで活動した。活動期間の長さでは歴代最長である。
2023年10月3日に19代目が活動開始した。

### 16代目ポリス
2013年8月 - 2015年5月
- 加藤美祐
- 橘知衣代 (現・橘ちえよ)
- なみあやか
- 大文字希望
- 大文字春奈

### 17代目ポリス
2016年7月 - 2017年3月
- 内山沙矢香
- 結城ちか (現・雛田真依羽)
- 工藤希
- 大夢真由
- 朝比奈南
- 綾瀬羽乃
- 倉咲奈央 (現・鳥住奈央)
- mikicco（研究生）
- 津留慶子（研究生）
- 原田朱（研究生）
- 橘しおん（研究生）
- 望月結衣 (研究生)（現・佳澄れあ）
- 野月まいり（研究生）(現・渡邉まいり)
- 宝生あずみ（研究生）
- 徳永なお（研究生）
- 野田望遥 (研究生) (現・朝比美晴)

### 18代目ポリス
2017年6月 - 2022年12月
- 倉咲奈央 (現・鳥住奈央)
- 野月まいり (現・渡邉まいり)
- あおい （現・IO）
- 舞浜りか
- 早坂まりな
- 矢野みき
- 荻野美央 (現・rino)
- 日向ひな
- 高梨うみ
- 涼原あす菜[4]
- 長澤佑香
- 樋口光
- 水谷彩咲
- 岡田怜奈

### 19代目ポリス
2023年10月 -
- はだのなつみ
- 谷咲彩衣沙
- 平井綾乃
- 小林千鶴

## AKBミニスカポリス
テリー伊藤が総合演出・出演している「AKB子兎道場」でAKB48のメンバーで復活させた。初代のさとう珠緒も「レジェンドポリス」として参加した。

## 歴代オープニング・テーマ

### 出動!ミニスカポリス時代
- 「JUST ONLY LOVE」高橋哲也
- 「つきあげるKODO」米蔵一也
- 「Melty Love」SHAZNA
- 「DON'T ASK ME WHY」ZEPPET STORE
- 「裸足で踊ろう」土井晴人
- 「ミニスカポリスのテーマ LOVE & PEACE」 ミニスカポリス
- 「ミニスカポリスのテーマ OUCH！」 ミニスカポリス
- 「Wake Up!」WAPPA
- 「Energy」Jewelry beans
- 「プレイボール！」ホントハイイコ

### 新・出動!ミニスカポリス時代
- 「I Only Want to Be with You」 ベイ・シティ・ローラーズ
- 「愛のチカラ」小湊美和

## 歴代エンディング・テーマ

### 出動!ミニスカポリス時代
- 「DAY WAVE」Brain Mode
- 「HALF BOY,HALF GIRL」Brain Mode

- 「What's Your Name?XXX」LUV 2 SHY
- 「Close To You」大橋利恵
- 「熱帯夜」2PLATOON
- 「黄色いサクランボ」チェリーボンバーズ
- 「月のながめかた」ROUAGE
- 「HEAVEN」 高橋紀成

### 新・出動!ミニスカポリス時代
- 「夏空」横須賀ゆめな

## 放送局
テレビ東京系列局
- テレビ東京
- テレビ北海道
2003年3月に打ち切り。その後の2005年4月から同年10月まで『全国版』を木曜25:00枠にて放送。
- テレビ愛知
2000年9月までは木曜25:15枠にて、同年10月からは木曜24:45枠にて放送。
- テレビ大阪
2001年3月に一旦打ち切り。同年10月3日に放送再開。
- テレビせとうち
- TVQ九州放送

系列外局
- 青森朝日放送
途中打ち切り。
- 岩手めんこいテレビ
- テレビユー山形
- 福島中央テレビ
- 山梨放送
- 新潟テレビ21
- 信越放送
- 北日本放送
- 北陸放送
- 静岡第一テレビ
3代目の末期から放送開始。ほぼ1か月遅れの放送となっていた。
- 中国放送
1999年1月12日深夜放送分をもって打ち切り。同局自社製作の深夜番組『KEN-JIN』の再放送開始が打ち切りの理由だった。
- テレビ山口
途中打ち切り後自社制作番組さとらぼを放送開始。
- 高知放送

CS放送
- キッズステーション - 一時期放送。

インターネット放送
- ニコニコ動画・アイパイ★ちゃんねる
14代目の「復活！ミニスカポリス」からレギュラー生放送。
- 復活!ミニスカポリス インタビュー（2010年8月15日 - 、WWSチャンネル）
- 復活!ミニスカポリス あっ!とおどろく緊急出動!（2011年4月3日 - 2012年3月25日 、あっ!とおどろく放送局）
- 復活!ミニスカポリス あっ!とおどろく珍☆事件簿!（2012年4月1日 - 6月24日 、あっ!とおどろく放送局）
- 復活!ミニスカポリス あっ!とおどろく珍☆事件簿!（2012年7月1日 - 12月16日 、@TV）
- 復活!ミニスカポリスのニコジョッキー（2011年7月27日 - 、ニコニコ生放送）
- 復活!ミニスカポリス～歌舞伎町パトロール24時～（2012年7月30日 - 2013年2月10日、YouTube HOST-TV.COM）
- 復活!ミニスカポリス サタデーナイトでBANG!BANG!BANG!!!（2012年10月6日 - 2012年12月22日、WALLOP放送局）

ラジオ
- 水曜特別警備隊 ミニスカポリス（渋谷クロスFM）
- ステラ☆HAPPY tune!～ミニスカポリスの私服警官取調べ室～(市川うららFM)

携帯サイト
- アイドルがイッパイ（アイパイ）

## 書籍・CD・ゲームソフト・DVD
書籍
- 出動ミニスカポリス（全6巻、岡田正尚、ぶんか社）
- 新出動ミニスカポリス（全3巻、岡田正尚、ぶんか社コミックス）
- 出動!ミニスカポリスファンブック（1997年9月発売、10月1日発行、セガサターンマガジン編集部、ソフトバンククリエイティブ、ISBN 978-4-7973-0373-5）

CDリリース
- CLIMAX 『TURN ME ON 』
4代目ポリスの吉永千夏、美翔芽里の二人によるユニットで、ドイツの性的ポップスデュオE-Roticの原曲に日本語の歌詞を合わせたカバー曲。番組内で「交通安全ソング」として使用された他、ギルガメッシュないとでE-Roticとの共演も果たしている。発売は東芝EMI、8cmCDのみのリリース。クラブイベントに出演した際はこの他にも未発表曲が存在したが、そちらは結局リリースされることはなくお蔵入りとなっている。当時の週刊文集[要検証 – ノート]にE-Roticと一緒に掲載されている。
- 番組オープニング&エンディング・テーマ『LOVE & PEACE 』（1998年5月20日発売）
5代目ポリス（来栖あつこ、沢木涼子、田中真子、藤森みゆき、松井友香）による作品。特典としてトレーディングカードが同封されていた。中にはレア品としてポリスのパンチラ品も含まれていた。同時期に発売された「TOKIOの同タイトルとは別物です」と番組内でよくコールされていた。
- 番組オープニング＆エンディング・テーマ『Wake Up!/WAPPA』(2000年8月26日発売)
6代目ポリス(浅倉めぐみ、久留須ゆみ、望月さや)による作品。
- 『Midnight Candy Train』(2010年4月21日、テイチクエンタテインメント)
復活!ミニスカポリス(15代目ポリス)による作品。
- 『Dance All Night』（2012年2月14日、GREEN＆WATER LABEL）
復活!ミニスカポリス(15代目ポリス)による作品。

ゲームソフト
セガサターンでゲームソフトが発売されていた。発売はサダソフト。番組内で行われていた「ハイドロパンチラ」の他、レースゲーム、シューティングゲーム、ブロック崩し、クイズ等のミニゲームが主体となっていた。初回限定版には七森ポリスの音声が出るフィギュアが付属していた。
DVD
『出動！ミニスカポリス～高視聴率企画総集編～』(発売元：フォーサイド・ドットコム/販売元：ラブロス)同DVDは10巻のセットとなっている豪華作品。(2004年12月18日発売)

## 備考
- 5代目の時に夏休み限定中学生ポリスが登場している。ちなみに7代目に登場した永井流奈ポリスは当時現役の女子高生だった為、それを売りに番組内で展開している。
- 5代目以降、プロデューサーの高橋がヌゲヌゲ星人として番組に出演し、以降プロデューサーが番組に出演する先駆けとなった。
- 18代目ポリスの日向ひなは、2019年から健康上の理由でライブ活動を休止していたが、Twitterにて2020年4月7日に、味覚・嗅覚喪失や高熱など新型コロナウイルス感染症と思われる症状が起き、病院や保健所に電話したが、「咳がない」という理由でPCR検査を受けさせてもらえない旨を報告。その後咳も増えたたまま、検査や入院なしで自宅待機をする日が続いた。4月13日頃から症状が下火となり、危険は回避されたが、これも理由の一つとして、以前より日向から申し出があった卒業が認められ、8月24日に公式Twitterより卒業が発表された。
- 番組の演出はテリー伊藤が行い、当初は本人も出演していた。しかし後に出演する事も無くなり、番組自体にも殆ど関与する事が無くなった。
- 当初はそれぞれのポリスから最低一人は有名人を世に送り出そうと目論んでいたらしい[要出典]が、現在では[いつ?]ほんの一握り程度のメンバーしか芸能界で大成していない[独自研究?]という状況である。この状況はレースクイーンの昨今の状況と相似している[独自研究?]。
- メンバーが番組を卒業する際は「殉職」として、撃たれる演出（腹部にある火薬が爆発）をする公開放送というのがお決まりだった。